# Vernate
Vernate je obec ve švýcarském kantonu Ticino, okresu Lugano. Žije zde 592 obyvatel.

## Geografie
Obec se nachází na terase na jihovýchodním svahu kopce Monte Santa Maria v dolní části oblasti Malcantone.
Sousedními obcemi jsou Bioggio na severu, Agno na východě, Neggio na jihu a Curio na západě.

## Historie

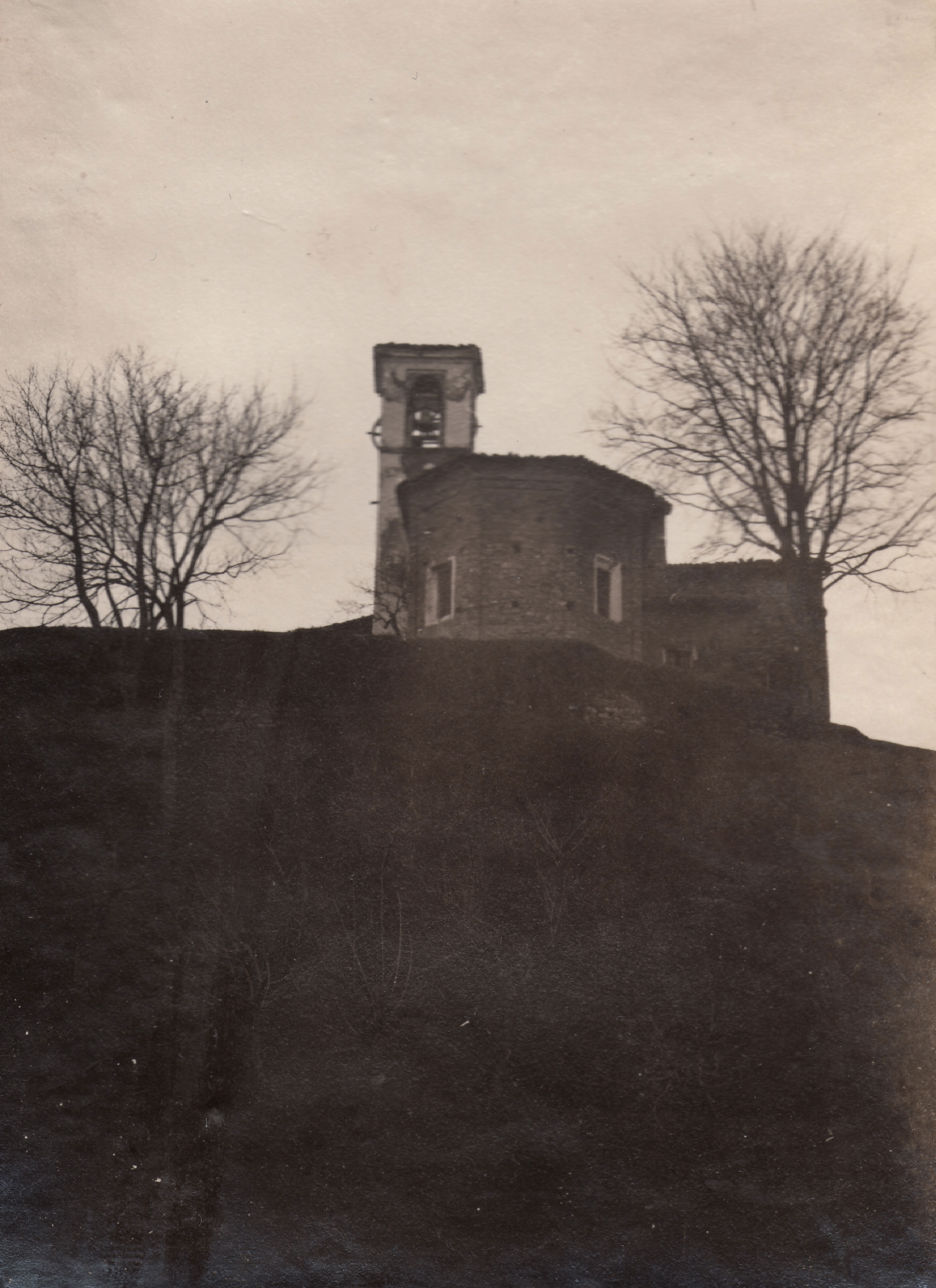
Kostel ve Vernate (1919)

Ve Vernate byly objeveny dva hroby z doby římské, které obsahovaly džbán a nůžky jako hrobové náčiní. Biskup z Coma vlastnil v obci léna, z nichž některá získala v roce 1192 kolegiátní kapitula v Agnu. Obec patřila také k Pieve Agno pod milánskou a federální vládou a do roku 1788 spadala pod jurisdikci farnosti Iseo, jejíž farní kostel Santa Maria Giovena (Juvenia) se nachází na území obce. Název obce je poprvé zmiňován v roce 1335.
Obyvatelé obce se živili zemědělstvím nebo se vystěhovali jako stavitelé. Teprve ve druhé polovině 20. století se Vernate vyvinulo v rezidenční obec; v roce 2000 tvořili téměř čtyři pětiny pracovní síly dojíždějící za prací.

## Obyvatelstvo
| Rok            | 1791 | 1850 | 1900 | 1950 | 1970 | 1980 | 1990 | 2000 | 2005 | 2010 | 2011 | 2020 |
| Počet obyvatel | 121  | 191  | 190  | 205  | 233  | 263  | 298  | 363  | 442  | 543  | 575  | 599  |

## Doprava
Jediným spojením vesnice s okolním světem je regionální silnice, vedoucí z Magliasa do Aranna přes Vernate. Napojení na síť veřejné dopravy zajišťují autobusy Postauto. Nejbližší železniční stanice je Magliaso na železniční trati Lugano – Ponte Tresa.

## Osobnosti
- O. W. Fischer (1915–2004), rakouský herec, v obci prožil poslední léta života